# Vinci (ロケットエンジン)
ヴィンチ（Vinci）は欧州宇宙機関が開発中のロケットエンジンである。アリアン6の上段に搭載される予定で、欧州初の再着火機能を持つ上段エンジンになる予定である。

## 概要
ヴィンチはエキスパンダーサイクルのロケットエンジンで液体水素と液体酸素を推進剤として用いる。当初はアリアン5の新型上段として開発が開始され、従来のHM7B(アリアン5 ESC-Aのエンジン)とは異なり、5回まで再着火が可能である。同時にヨーロッパ初のエキスパンダーサイクルエンジンでもあり、燃料と酸化剤供給に必要だったターボポンプ駆動用のガス発生器を取り除いた。これにより燃料の消費効率が高まり比推力が上昇した。
カーボンセラミック製の伸張式ノズルを採用する事により、ノズルの末端の直径が2.15mあるにもかかわらず使用前には最小の長さとなっている。上段が切り離されてから伸張する事により、高い膨張比を持ち、真空中での推進効率が高い。上段の軽量化、推進効率の向上はペイロードの重量拡大に影響が大きい為、効果的である。全長は収納時の2.3mから伸張時には4.2mまで伸びる。

## 開発
2003年にアリアン5 ECAの開発は予算上の障害により中断されたがヴィンチの開発は中止されなかった。2005年にESC-Bの開発は凍結されたがヴィンチ計画は中止されておらず進展は遅くまだ開発中である。2005年5月20日にLampoldshausenの施設で最初の試験が実施され、同年7月26日に二度目の試験ではフルパワーで運転された。試験は最長となる60秒間に達した。2005年11月には9回の試験が実施された。2005年11月には試作2号機が試験された。2006年12月22日にスネクマはFuture Launcher Preparatory Program (FLPP)の一環としてヴィンチエンジンの長時間燃焼試験と再着火試験が明らかになり2008年11月にESAの閣僚会議で開発の契約が調印された。始動を含む最初の350秒の試験は成功した。それは計画の飛行時間の約半分である。2007年8月1日に真空状態での宇宙状態を模擬した環境下での再着火試験に成功した。最初の燃焼時間は40秒で148秒後に2回目の点火を行い80秒間燃焼した。2008年のESAの閣僚会議で2011年にESC-B上段に搭載する為にFLPPでのヴィンチエンジンの開発が決定された。2015年から2016年に最初の打ち上げがある見込みである。
2010年4月末、ドイツ航空宇宙センター(DLR)はヴィンチエンジンの試験をLampoldshausenの施設で6ヶ月間に渡って実施すると発表した。2010年5月27日に最初の燃焼試験に成功した。ヴィンチの最初の試験打ち上げは2016年か2017年まで期待出来ない。
アリアン5MEはキャンセルされ、ヴィンチはアリアン6計画に引き継ぐこととなった。

### 類似のエンジン
- RL-10
- HM7B